# Baffa
Baffa é uma cidade do Paquistão localizada na província de Caiber Paquetuncuá.